# Митчелл, Лоис
Лоис Митчелл (англ. Lois Mitchell; род. 22 июня 1939, Ванкувер, Британская Колумбия) — канадский государственный и политический деятель. С 2015 по 2020 год работала лейтенант-губернатором Альберты. Назначение было произведено генерал-губернатором Дэвидом Ллойдом Джонстоном по конституционному совету премьер-министра Стивена Харпера с 12 июня 2015 года. Бывший преподаватель и основатель консалтинговой компании, также занимается организацией мероприятий и активным волонтером в городе Калгари.

## Биография
Родилась 22 июня 1939 года, выросла в Ванкувере. Училась в Университете Британской Колумбии, который окончила в 1961 году. Затем два года работала учителем в Британской Колумбии, прежде чем переехать в Калгари. Является основателем и старшим партнером маркетинговой и консалтинговой фирмы Rainmaker Global Business Development, базирующейся в Калгари, а также президентом Amherst Consultants.
Считается одним из самых известных людей в Калгари, также является членом советов директоров UBS Bank Canada, Mitacs и Canada World Youth, председателем Канадской женской хоккейной ассоциации, соучредителем Глобального бизнес-форума и один из двенадцати основателей Crime Stoppers Калгари. Также была членом правления и председателем Торговой палаты Калгари, Международного института олимпийской, паралимпийской и спортивной педагогики, Специального олимпийского фонда, Филармонического оркестра Калгари и Федерации хоккея Канады. Также является председателем Латиноамериканского исследовательского центра в Университете Калгари, а в 1997 году посол Колумбии в Канаде назначил её почётным консулом в Альберте. Вместе с мужем организовала множество хоккейных и спортивных мероприятий.
В 2012 году вместе с мужем учредила премию для выдающихся художников Калгари. В 2007 году учредила Хоккейный фонд Хейли Уикенхайзер для поддержки женской хоккейной команды UBC Thunderbirds.

## Лейтенант-губернатор
20 мая 2015 года была предложена к назначению лейтенант-губернатором Альберты генерал-губернатором Дэвидом Ллойдом Джонстоном по конституционному совету премьер-министра Стивена Харпера, сменив Дональда Этелла. Была приведена к присяге 12 июня 2015 года. Как представитель короля Карла III в Альберте, носила титул «Её честь» во время пребывания в должности и имеет титул «Достопочтенная» на всю жизнь.

## Личная жизнь
В 2012 году была награждена Орденом Канады, также получила медаль Бриллиантового юбилея королевы Елизаветы II. В 1998 году получила награду YMCA Women of Distinction Award, а в 2008 году город Калгари назвал её жителем года. Была замужем за Дугласом Митчеллом, с которым познакомилась в школе в Британской Колумбии с 1961 года и его смерти в 2022 году. Дуглас Митчелло был юристом, в юности занимался канадским футболом, а позже был комиссаром Канадской футбольной лиги. У них было четверо детей: две дочери и два сына. Её дедушка, Том Маки, служил начальником полицейской службы Калгари с 1909 по 1912 год. Лоис Митчелл имеет шотландские корни.